# Teufelsbach (Goldbach)
Der Teufelsbach, veraltet Goldbeke, ist ein westlicher und orographisch linker Nebenfluss des Goldbachs im sachsen-anhaltischen Landkreis Harz (Deutschland).

## Namensbedeutung und Geschichte
Der Name leite sich vom althochdeutschen tiufal bzw. dem mittelhochdeutschen tiuvel oder tievel ab, was Teufel bedeutet. Warum im Volksglauben dieser Teil der Landschaft durch den Teufel belebt wurde, ist unbekannt.
Bereits 1892 wurde von Besiedlung mit Triton palmatus (Teichmolch) und Triton alpestris (Bergmolch) berichtet.

## Verlauf
Das Quellgebiet des Teufelsbachs liegt östlich des Elbingeroder Ortsteils Hartenberg im Dreieck von Hartenberg (516 m), Gläserberg (ca. 500 m) und der Hanglage Krähenberg (ca. 490 m) auf etwa 490 m Höhe. Nach etwa 600 m Fließstrecke unterquert der westlichste und höchstgelegene Quellarm die Kreisstraße 1347, die dem stark mäandrierendem Bachverlauf auf etwa 5,5 km Länge folgt. Ab Beginn des Drecktals (veraltet: Dreckthal) vereinigt sich am Ende des Gläsertals ein namenloser Zufluss mit den südlicheren Quellarmen. Dieser entspringt im Bereich von Leckwiese und Dornwiese in einem gemeinsamen Quellgebiet mit einem namenlosen, am Voigtstieg mündenden rechtsseitigem Zufluss des Zillierbachs. Ab hier hat der Bach den Namen Teufelsbach.
Der Teufelsbach folgt dem Verlauf des Dreckstals, in das der Bach eine tiefe Schlucht in den Sandstein geschnitten hat. Am Talende teilt sich der Bach. Während der linke Arm nach etwa 500 m Fließstrecke bei Heimburg mündet, fließt der rechte Arm als Teufelsbach östlich weiter, bis er auf den am südlichen Rand Heimbergs gelegenen Horstberg (275 m) trifft. Der Bach knickt nach Südwesten ab. Nach weiteren 300 m mündet als größter Zufluss der rechtsseitige Schmerlenbach in den Teufelsbach. Dieser zwängt sich zwischen linksseitig gelegenen Horstberg und den rechtsseitig gelegenen Großen Probstberg (325,8 m) und Kleinem Probstberg (239,7 m) hindurch. Wenig später mündet der Teufelsbach bei Blankenburg etwas nördlich der Mönchemühle Blankenburg in den Goldbach.
Am 27. Juli 2021 wurde die neuerbaute Teufelsbachbrücke dem Verkehr freigegeben.